# ادوین هولت
ادوین بیسل هولت (انگلیسی: Edwin Bissell Holt؛ ‎/hoʊlt/‎؛ ۲۱ اوت ۱۸۷۳ – ۲۵ ژانویهٔ ۱۹۴۶) دانشمند، نظریه‌پرداز، پژوهشگر و استاد برجستهٔ روان‌شناسی و فلسفه در دانشگاه هاروارد و دانشگاه پرینستون بود.
او یکی از بنیان‌گذاران جنبش و نظریهٔ «رئالیسم نو» در فلسفه بود.